# Thyca crystallina
Espèce
Synonymes
- Pileopsis crystallina Gould, 1846[2]
- Thyca (Bessomia) crystallina (Gould, 1846)[2]
- Thyca pellucida Kükenthal, 1897[2]

Thyca crystallina (ou Coquille des Linckia bleues) est une espèce de petit mollusque gastéropode appartenant au genre Thyca au sein de la famille Eulimidae.

## Comportement
Cette espèce est un parasite manifestement exclusif de l'étoile de mer bleue Linckia laevigata, dont elle adopte la couleur. 

## Distribution
L'espèce est présente dans le bassin Indo-Pacifique. Le coquillage est notamment observé aux Seychelles, aux Palaos et en Indonésie.

## Description
Le coquillage mesure jusqu'à environ 9 mm.